# 尹埴
尹 埴（ユン・シク、朝鮮語: 윤식、1939年4月9日 - 2023年3月24日）は、大韓民国の経済学者、教授、政治家。第10代大韓民国国会議員。
本貫は坡平尹氏。号は禾中（ファジュン、화중）。クリスチャン。

## 経歴
1939年4月9日、日本統治時代の朝鮮の大邱（現・大邱広域市中区）に生まれた。慶北高等学校を卒業後、ソウル大学校文理科大学政治学科（当時）に入学した。1960年、ソウル大政治学科学生会長在任中に3・15不正選挙に抗議するため、ソウル市内各大学との連合デモの企画に関与し、4・19革命で主導的な役割を果たした。同年11月にソウル大民族統一連盟を結成し、南北間の書信交換などを呼びかけた。1961年に懲役10年の刑が確定したが、翌62年に刑の免除により出所した。その後はソウル大大学院経済学科を修了し経済学の修士、ハワイ大学大学院で農業・資源経済学の修士をそれぞれ取得した後、サウス・ベイラー大学で経済学の博士を取得した。
帰国後は国民大学校、ソウル大学校、仁荷大学校、弘益大学校、京畿大学校、国防大学校大学院、国際経済研究院、産業研究院、韓経済社会研究院、大邱慶北開発研究院、全国市道研究院協議会の経済学科の講師や助教授、研究員、院長などを務めた。また、1972年11月に十月維新を支持する声明を発表する「4・19世代の45人」に加わり、1978年12月12日の第10代総選挙に立候補して当選し、維新政友会所属の国会議員にもなった。
大腸がんを患い闘病していたが、2023年に満83歳で死去した。

## 著書
- 進歩・正義・自由のためのノート（原文: 진보ㆍ정의ㆍ자유를 위한 노우트）
- 競争力研究（原文: 경쟁력 연구）
- 産業支援関税政策（原文: 산업지원관세정책）